# Michael Watson (Boxer)
Michael Watson (* 15. März 1965 in London) ist ein ehemaliger britischer Boxer.

## Profikarriere
Watson wurde 1984 Profi und gewann von seinen 23 ersten Kämpfen 21, bei einem Unentschieden und einer Niederlage. Dann kam es am 21. Mai 1989 zu seinem ersten großen Kampf: Er boxte gegen Nigel Benn um den Commonwealth-Titel im Mittelgewicht. Benn hatte bis zu diesem Zeitpunkt alle seine 22 Kämpfe durch K. o. gewonnen, Watson konnte ihn aber überraschend vorzeitig besiegen. Dies brachte ihm einen WBA-Welttitelkampf gegen den gefürchteten Mike McCallum ein, der ihm dann aber am 14. April 1990 in London seine Grenzen aufzeigte, ihn klar beherrschte und in der elften Runde k. o. schlug.
Er gewann seine nächsten drei Kämpfe und forderte dann am 22. Juni 1991 seinen Landsmann und WBO-Titelträger Chris Eubank heraus. Er verlor knapp nach Punkten, woraufhin ein sofortiger Rückkampf eine Gewichtsklasse höher um den vakanten WBO-Supermittelgewichtstitel vereinbart wurde. Diesmal war Watson bis zur vorletzten Runde der Stärkere und konnte seinen Gegner auch erstmals in dessen Karriere zu Boden schlagen. Dieser konterte aber mit einem Niederschlag im selben Durchgang.
In der letzten Runde setzte Eubank alles auf eine Karte und gewann doch noch durch technischen K. o.
Watson wurde durch den Kampf schwer in Mitleidenschaft gezogen und brach noch im Ring bewusstlos zusammen. Da kein Krankenwagen zugegen war, wurde er erst mit dreißigminütiger Verzögerung in das Krankenhaus eingeliefert. Das Krankenhaus, in das er eingeliefert wurde, verfügte allerdings über kein Traumacenter und so musste er abermals verlegt werden. Erst nach zwei Stunden wurde er ausreichend untersucht und kurz darauf operiert, wobei ihm mehrere Blutgerinnsel im Gehirn entfernt wurden. Er verbrachte vierzig Tage im Koma und musste sechs Operationen über sich ergehen lassen, um ein Blutgerinnsel im Gehirn zu entfernen. Nach dem Erwachen aus dem Koma war er gelähmt und erlangte nur langsam eine teilweise Funktionalität der Gliedmaßen zurück. Watson verklagte daraufhin den Promoter und das britische NHS wegen Fahrlässigkeit auf 1.000.000 britische Pfund. 2003 sorgte er für Schlagzeilen, als er nach sechs Tagen den London-Marathon beenden konnte.